# Fibreno-tó
A Fibreno-tó vagy a Posta Fibreno-tó (olaszul Lago di Posta Fibreno) egy olaszországi tó Lazio régióban, a Liri folyó völgyében. A közeli mészkőmasszívumok vizeit gyűjti össze (Abruzzo Nemzeti Park hegyei). A 290 m magasságban fekvő tóból ered a Fibreno folyó. Alakja, a vidék karszt-jellege miatt változó. A múltban több kisebb tó láncolata volt. Maximális mélysége 15 m. Környezete természetvédelmi terület.

## Fordítás
- Ez a szócikk részben vagy egészben  a   Lago di Posta Fibreno című olasz Wikipédia-szócikk ezen változatának fordításán alapul.  Az eredeti cikk szerkesztőit annak laptörténete sorolja fel. Ez a jelzés csupán a megfogalmazás eredetét és a szerzői jogokat jelzi, nem szolgál a cikkben szereplő információk forrásmegjelöléseként.